# Torre de Santiago (París)

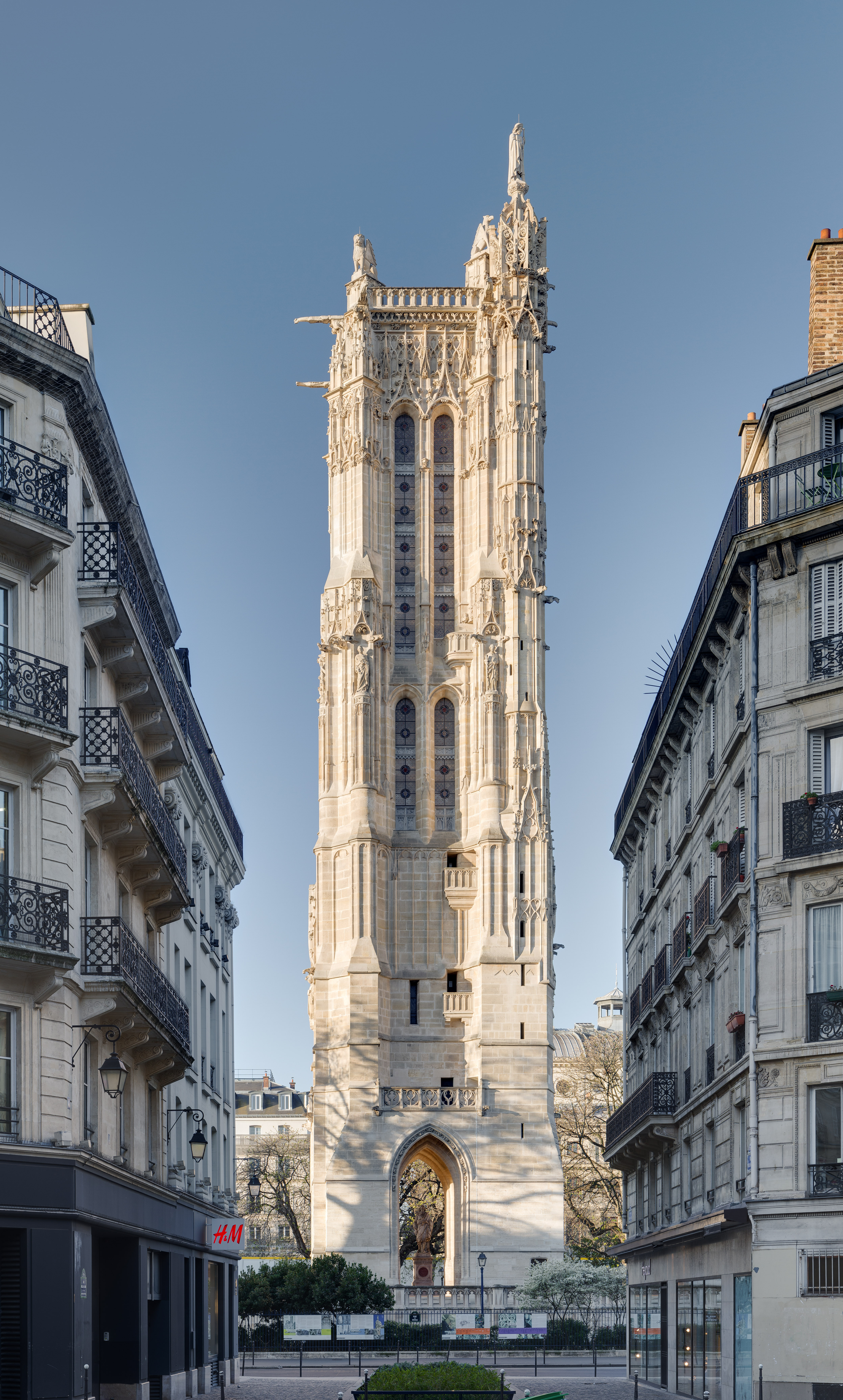
Torre de Santiago, en París.

La torre de Santiago (en francés: tour Saint-Jacques) es una torre aislada situada en los jardines de la plaza de su mismo nombre, en el IV distrito de París, junto a la rue de Rivoli, la avenida Victoria y el bulevar de Sebastopol.

## Descripción
Campanario de estilo gótico flamígero erigido entre 1509 y 1523, la torre de Santiago constituye el único vestigio de la iglesia de Saint Jacques de la Boucherie, edificada en el siglo XVI y destruida en 1797 durante la revolución francesa. Este santuario era el punto de reunión y partida de los peregrinos que tomaban la Via Turonensis, la ruta hacia Santiago de Compostela que pasa por Tours. Los peregrinos partían hacia el sur, atravesando la Île de la Cité y llegando por el Petit Pont a la Rue de Saint-Jacques, por la que salían de la ciudad.
La estatua de Blaise Pascal que se encuentra junto a la base de la torre recuerda la historia según la cual este físico habría realizado en esta misma torre los experimentos que demostraban el peso del aire, en 1648.
Una imagen de Santiago el Mayor culmina, en el ángulo noroeste, la plataforma sobre la que se encuentra instalada una pequeña estación meteorológica desde 1891. Esta depende del Observatorio de Montsouris. Los símbolos esculpidos de los cuatro evangelistas (el león, el buey, el águila y el hombre), figuran en las esquinas. Estas estatuas se restauraron en el siglo XX, así como las gárgolas y las dieciocho imágenes de santos que decoran las paredes de la torre.
La torre fue completamente restaurada por Théodore Ballu entre 1854-1858. Ha de ser sometida regularmente a obras de mantenimiento debido a su fragilidad, que provoca caídas de piedras.

## Turismo
Las estaciones de metro más próximas son Châtelet y Hôtel de Ville.